# Conscience morale
Pour la série télévisée, voir Conscience Morale.
La conscience morale (Gewissen en allemand, conscience en anglais) est la capacité d'évaluer ses actions et celles des autres en fonction des principes de bien et de mal. Elle implique un jugement intérieur qui guide les individus dans leurs choix et comportements, selon des critères éthiques et moraux souvent influencés par la culture, l'éducation et l'expérience personnelle. Cette conscience peut se manifester sous forme de sentiments de culpabilité ou de fierté selon que les actions sont perçues comme mauvaises ou bonnes.
La conscience morale est essentielle à la coexistence sociale, car elle aide les individus à agir de manière responsable et à respecter les normes et valeurs partagées par leur communauté.

## Histoire
Dans la Grèce antique, Minos qui juge Socrate symbolise en partie la conscience .
C’est le sens premier du mot conscience, trouvé chez Cicéron et Quintilien, et qui, dans la langue française, reste sans concurrence jusqu’au XVIIe siècle (voir section histoire). La conscience psychologique est souvent évoquée comme une « lumière », la conscience morale comme une « voix » : si la première « éclaire », la seconde « parle ». La conscience morale désigne en effet le sentiment intérieur d’une norme du bien et du mal qui « dit » comment apprécier la valeur des conduites humaines, qu’il s’agisse des nôtres ou de celles d’autrui. C’est aussi le démon que Socrate suivait et qui l'amena à être condamné par la cité.

### Christianisme
L'apôtre Paul de Tarse, dans l'Épître aux Romains au Ier siècle, soutient que les païens ne sont pas ignorants de la Loi puisqu'ils ont une conscience qui les pousse à la chercher (Rm 2, 14-16). De même, Calvin, au XVIe siècle, déclare qu'il existe une loi naturelle sans laquelle la vie en société ne serait pas possible.

« Si l’Évangile n’était point prêché entre nous, que nous n’eussions même ni Loi, ni rien que ce soit, qu’il n’y eût que notre conscience, ainsi qu’ont les païens et les Turcs, si est-ce que déjà nous serions assez avertis de la volonté de Dieu et nous aurions assez de connaissance, sinon que nous la vinssions étouffer par notre malice »

Dans Gaudium et Spes, le pape Jean XXIII et les évêques rassemblés lors du concile Vatican II (1962-1965) précisent que la « conscience est le centre le plus secret de l’homme, le sanctuaire où il est seul avec Dieu et où sa voix se fait entendre ». Elle est « cette voix, qui ne cesse de presser » chaque personne « d’aimer, d’accomplir le bien et d’éviter le mal »,.

### Rousseau

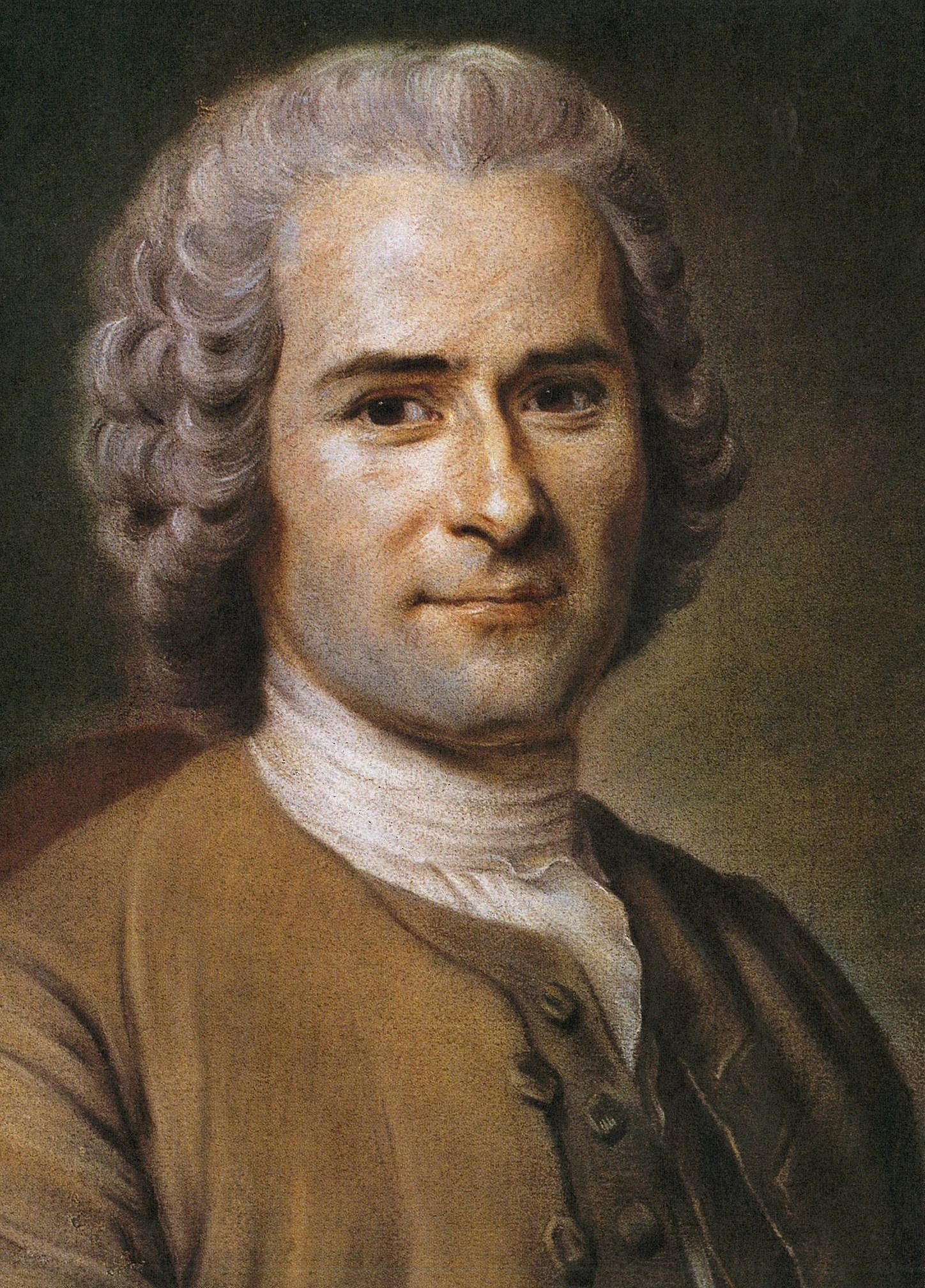
Jean-Jacques Rousseau : « (Conscience) sans toi je ne sens rien en moi qui m’élève au-dessus des bêtes, que le triste privilège de m’égarer d’erreurs en erreurs à l’aide d’un entendement sans règle et d’une raison sans principe ».

Cette « voix » de la conscience, qui se fait entendre dans l’individu est pourtant, selon Rousseau, la même en tout homme. Malgré la diversité et la variabilité des mœurs et des connaissances, elle est « universelle » : elle est en chacun des individus la « voix de la nature », car selon Émile : « quoique toutes nos idées nous viennent du dehors, les sentiments qui les apprécient sont au-dedans de nous, et c’est par eux seuls que nous connaissons la convenance ou disconvenance qui existe entre nous et les choses que nous devons respecter ou fuir » (Émile, Livre IV).
Tel un instinct, mais pourtant signe de notre liberté, elle ne trompe jamais, pour peu qu’elle soit réellement écoutée : « Conscience ! Conscience ! Instinct divin, immortelle et céleste voix ; guide assuré d’un être ignorant et borné, mais intelligent et libre ; juge infaillible du bien et du mal, qui rends l’homme semblable à Dieu, c’est toi qui fais l’excellence de sa nature et la moralité de ses actions ; sans toi je ne sens rien en moi qui m’élève au-dessus des bêtes, que le triste privilège de m’égarer d’erreurs en erreurs à l’aide d’un entendement sans règle et d’une raison sans principe » (Émile, Livre IV).

### Alain
Selon Alain, la conscience est « le savoir revenant sur lui-même et prenant pour centre la personne humaine elle-même, qui se met en demeure de décider et de se juger. Ce mouvement intérieur est dans toute pensée ; car celui qui ne se dit pas finalement : « que dois-je penser ? » ne peut pas être dit penseur. La conscience est toujours implicitement morale ; et l’immoralité consiste toujours à ne point vouloir penser qu’on pense, et à ajourner le jugement intérieur. On nomme bien inconscients ceux qui ne se posent aucune question d’eux-mêmes à eux-mêmes » (Définitions, dans Les Arts et les Dieux).
Pour Alain, il n’existe donc pas de morale sans délibération, ni de délibération sans conscience. Souvent la morale condamne, mais lorsqu’elle approuve, c’est encore au terme d’un examen de conscience, d’un retour sur soi de la conscience, de sorte que « toute la morale consiste à se savoir esprit », c’est-à-dire « obligé absolument » : c’est la conscience et elle seule qui nous dit notre devoir.

### Origine de la conscience morale
La question demeure cependant de savoir quelle origine attribuer à la conscience morale. Car si pour Rousseau « les actes de la conscience ne sont pas des jugements, mais des sentiments » (ibid.), il n’en sera plus ainsi pour Kant, qui considérera au contraire la conscience morale comme l’expression de la raison pratique − et encore moins pour Bergson, qui verra en elle le produit d’un conditionnement social, ou pour Freud, qui, dans Malaise dans la civilisation, fait remonter l'« ontogenèse de la conscience morale et du Surmoi » à l'angoisse sociale première de l'enfant, celle de la perte d'amour des parents, le surmoi étant classiquement défini en psychanalyse comme l'héritier du complexe d'Œdipe.

### Autres interprétations
Pour Gabriel Madinier, la conscience est une voix intérieure qui nous dit ce qu'il faut vouloir. Elle est spontanée en ce sens que nous ne décidons pas consciemment de ses prescriptions qui sont un « impératif catégorique » au sens de Kant et en même temps, son accomplissement nous procure une joie profonde. Comme Rousseau, Madinier part de l'idée que « le sentiment du bien est inné chez l'enfant, comme celui du vrai ». L'éducation de l'enfant par la famille et le milieu social doit orienter son esprit inexpérimenté de manière à développer son jugement moral pour qu'il soit capable de décider lui-même et, selon les conseils de Piaget, on y arrivera mieux par l'exemple d'une éducation ouverte et souriante que par des commandements de police.
Paul Valadier, moins optimiste, parle d'une « conscience incertaine » car « la conscience ne voit pas toujours le mal où il est » et le mal peut se présenter sous l'apparence du bien comme « un loup déguisé en agneau » (Matthieu, 7.15). Il cite, d'après Hannah Arendt, l'exemple du criminel nazi Adolf Eichmann, homme d'apparence banale qui a dirigé un camp d'extermination sans éprouver apparemment de trouble de conscience.
Pour Vladimir Jankélévitch, la mauvaise conscience, le sentiment aigu de sa propre culpabilité, est un sentiment rare : hormis des personnages d'exception comme Boris Godounov ou Macbeth, l'homme ordinaire se sent bonne conscience et rejette volontiers toute la faute sur les autres. La mauvaise conscience passe par un processus complexe de prise de conscience de soi.

## Dans la fiction
- Jiminy Cricket, un criquet, est choisi par la Fée bleue pour être la conscience de Pinocchio dans le dessin animé de Walt Disney (1940), adapté du conte pour enfants de l´écrivain italien Carlo Collodi[13].
- Dans William Wilson, nouvelle de l'écrivain américain Edgar Allan Poe parue en 1839, le personnage éponyme, jeune homme riche et dévoyé, est confronté à son double qui n'est autre que « cette conscience affreuse, ce spectre qui marche dans mon chemin[14] ».
- Dans Crime et Châtiment, roman russe de Dostoïevski, publié en  1867, l'étudiant Raskolnikov, ayant commis un meurtre, est tourmenté par sa conscience qui lui paraît pire que le bagne sibérien.
- Le poète et romancier français Victor Hugo aborde plusieurs fois le thème de la lutte avec sa conscience :
  - Dans Les Misérables, le chapitre « Tempête sous un crâne » (1re partie, VII.3), paru en 1862, montre le monologue intérieur de Jean Valjean tourmenté par l'idée qu'il ne pourra échapper au bagne qu'en laissant condamner un vagabond victime d'une erreur judiciaire[15].
  - Dans « La Conscience », poème publié dans le recueil La légende des siècles, c'est la figure biblique de Caïn qui représente le meurtrier poursuivi par le regard de l'œil de sa victime[16].
- Dans les Aventures de Tintin par Hergé, le chien Milou est parfois tiraillé entre un double angélique qui personnifie sa conscience et un double diabolique qui le tire vers la gourmandise ou l'alcoolisme[17].

#### Textes classiques
- Jean-Jacques Rousseau, Émile ou De l'éducation
- Baruch Spinoza, Éthique